# Amphoe Na Pho
Amphoe Na Pho (thailändisch อำเภอนาโพธิ์) ist ein Landkreis (Amphoe – Verwaltungs-Distrikt) im Norden der Provinz Buri Ram. Die Provinz Buri Ram liegt in der Nordostregion von Thailand, dem so genannten Isan. 

## Geographie
Benachbarte Distrikte (von Süden im Uhrzeigersinn): Amphoe Phutthaisong der Provinz Buri Ram, Amphoe Nong Song Hong in der Provinz Khon Kaen sowie die Amphoe Na Chueak und Yang Sisurat in der Provinz Maha Sarakham.

## Geschichte
Na Pho wurde am 31. März 1981 zunächst als Unterbezirk (King Amphoe) eingerichtet, indem die vier Tambon Na Pho, Ban Khu, Ban Du und Don Kok vom Amphoe Phutthaisong abgetrennt wurden. 
Am 1. Januar 1988 wurde er zum Amphoe heraufgestuft.

## Verwaltung

### Provinzverwaltung
Der Landkreis Na Pho ist in fünf Tambon („Unterbezirke“ oder „Gemeinden“) eingeteilt, die sich weiter in 65 Muban („Dörfer“) unterteilen.
| Nr. | Name      | Thai   | Muban | Einw. |
| --- | --------- | ------ | ----- | ----- |
| 1.  | Na Pho    | นาโพธิ์  | 14    | 7.442 |
| 2.  | Ban Khu   | บ้านคู   | 15    | 6.825 |
| 3.  | Ban Du    | บ้านดู่   | 12    | 5.517 |
| 4.  | Don Kok   | ดอนกอก | 14    | 7.978 |
| 5.  | Si Sawang | ศรีสว่าง | 10    | 5.413 |

### Lokalverwaltung
Es gibt eine Kommune mit „Kleinstadt“-Status (Thesaban Tambon) im Landkreis:
- Na Pho (Thai: เทศบาลตำบลนาโพธิ์)

Außerdem gibt es fünf „Tambon-Verwaltungsorganisationen“ (องค์การบริหารส่วนตำบล – Tambon Administrative Organizations, TAO):
- Na Pho (Thai: องค์การบริหารส่วนตำบลนาโพธิ์)
- Ban Khu (Thai: องค์การบริหารส่วนตำบลบ้านคู)
- Ban Du (Thai: องค์การบริหารส่วนตำบลบ้านดู่)
- Don Kok (Thai: องค์การบริหารส่วนตำบลดอนกอก)
- Si Sawang (Thai: องค์การบริหารส่วนตำบลศรีสว่าง)